# بقسطة
بقسطة هي إحدى القرى اللبنانية من قرى قضاء صيدا في محافظة الجنوب.